# Anthonio de Succa

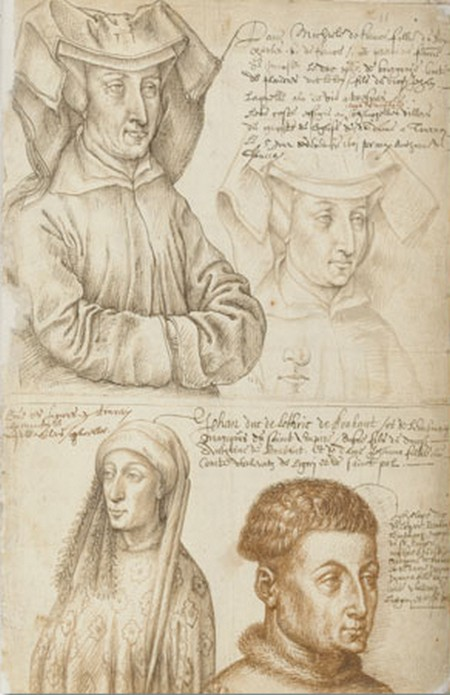
Pagina uit de Memoriën: gravin Michelle van Valois, hertog Jan IV van Brabant en Filips van Saint-Pol

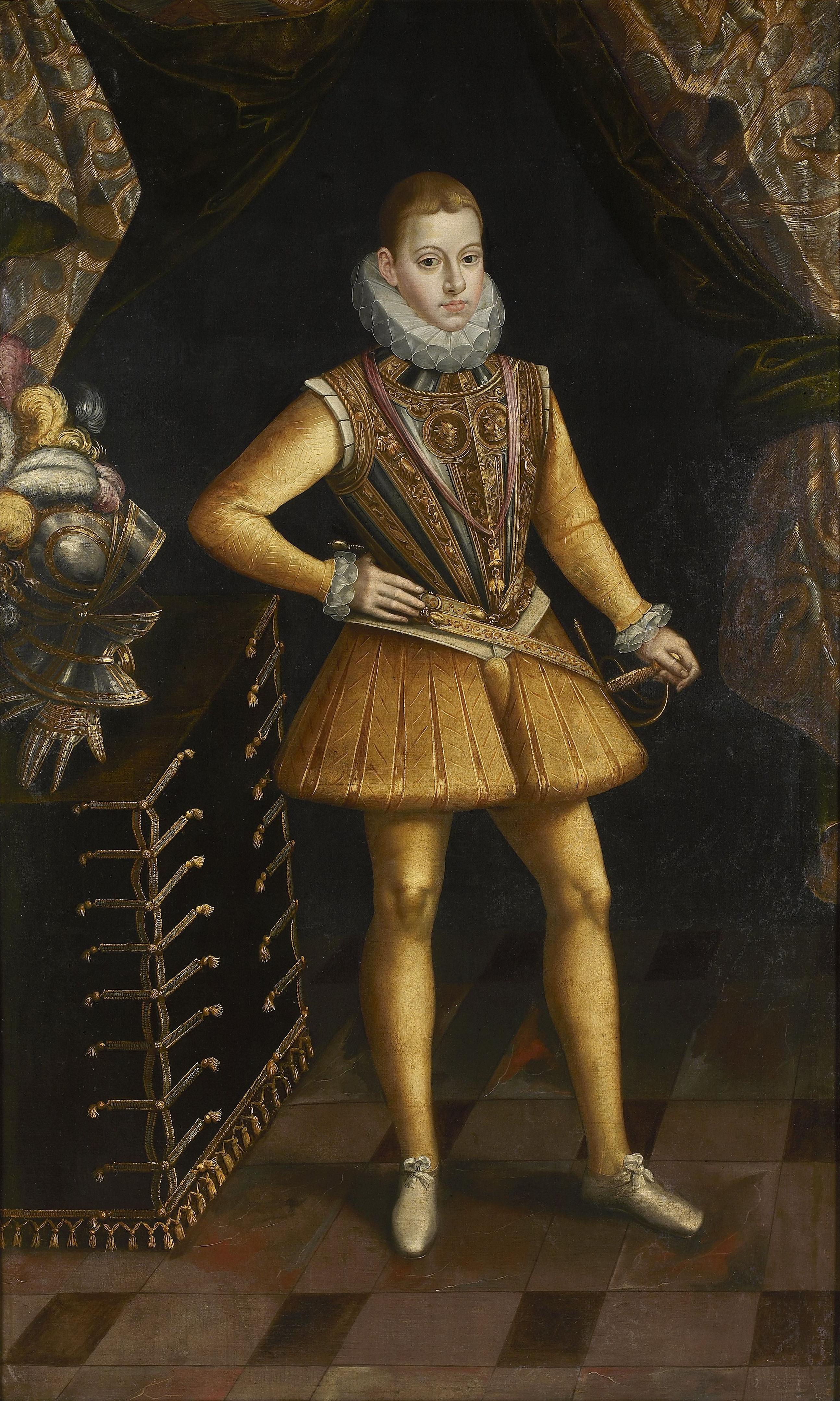
Succa's schilderij van koning Filips III van Spanje (Rubenshuis, Antwerpen)

Anthonio de Succa (Antwerpen, vóór 1567 - aldaar, 7 september 1620) was een genealoog en tekenaar die zich specialiseerde in vorstenportretten. Zijn werk is een rijke bron van informatie, vooral over de grafkunst in de Zuidelijke Nederlanden.

## Levensloop
De Succa was een adellijke familie uit Castel Nuovo bij Asti, Piëmont. Anthonio's grootvader had zich in Brussel gevestigd als secretaris van keizer Karel V. Zijn ouders waren Ghislain de Succa en Catherine van Mierop.
Hij werd officier in het Leger van Vlaanderen, eerst onder graaf Ernest van Mansfeld en vanaf 1594 in het cavalerieregiment van don Philips van Robles. Daarna moet hij een vrij radicale carrièreswitch gemaakt hebben. In 1598 is hij vermeld als vrijmeester in het inschrijvingsregister van de Antwerpse Sint-Lucasgilde. Het jaar daarop hingen 25 schilderijen van zijn hand in het stadhuis van Antwerpen. 
Rond 1600 trouwde Succa met Magdalena de Cocquiel, familie van de befaamde historicus Jean-Baptiste Gramaye. Ze kregen acht kinderen, van wie er geen enkele de meerderjarigheid zou bereiken. Hij trad in dienst van de aartshertogen Albrecht en Isabella, die hem belastten met een taak die al enige tijd op belangstelling kon rekenen: het maken van realistische portretten van de oude vorsten van de Nederlanden. Succa zou er de rest van zijn leven aan wijden.
Hij stierf in 1620 en werd begraven in de Sint-Andrieskerk van Antwerpen, waar zijn epitaaf hem aanduidt als Serenissimis Alberto et Isabellae a genealogiis principum. Zijn vrouw overleefde hem nog een kwart eeuw.

## Memoriën
Het hoofdwerk van Succa zijn de tekeningen die hij van 1601 tot 1615 maakte in opdracht van Albrecht en Isabella: Mémoriaux / Memoriën. Ze hadden hem hiervoor op 11 oktober 1600 een octrooi verleend dat hem toeliet om de "levendige en natuurlijke" vorstenportretten van de huizen van Oostenrijk, Bourgondië, Brabant en Vlaanderen te bestuderen. Hij begon gedurende veertien jaar de Nederlanden op en af te reizen, op zoek naar private of publieke iconografische documenten: schilderijen, beeldhouwwerken, archiefstukken, archeologisch materiaal... Hij voorzag zijn schetsen van commentaar (Frans / Nederlands) en liet telkens de gelijkenis attesteren door een lokale autoriteit.
Het album beslaat 106 papieren folia (35 x 27 cm). Enkel het derde deel is bewaard (titel: Tome III. Curiosités historiques et généalogique des rois, des princes). Het werd in 1868 aangekocht door de Koninklijke Bibliotheek van België, waar het bewaard wordt in de Handschriftenafdeling (hs. II 1862/1).
Soms zijn de schetsen van Succa nog de enige getuigen van verdwenen monumenten. Uit bewaarde exemplaren blijkt dat hij effectief waarheidsgetrouw te werk ging, vooral op het vlak van uitrusting, klederdracht en gelaatstrekken. Zijn interesse ging in de eerste plaats naar de geportretteerde, waardoor de rest van een monument soms niet is opgenomen.
De Memoriën zijn het enige authentieke werk van Succa dat is overgeleverd.
Rubens schetste enkele vrije kopieën naar pagina's uit de Memoriën, bewaard door de British Library als het Costume Book.